# Gymnechinus
Gymnechinus is een geslacht van zee-egels uit de familie Toxopneustidae.

## Soorten
- Gymnechinus abnormalis H.L. Clark, 1925
- Gymnechinus epistichus H.L. Clark, 1912
- Gymnechinus pulchellus Mortensen, 1904
- Gymnechinus robillardi (de Loriol, 1883)